# 猫尿氨酸
猫尿氨酸是一种含氮有机化合物，分子式C
8H
17NO
3S，属于一种非蛋白α-氨基酸，存在于猫尿中，能在裂合酶作用下转化为3-甲基-3-巯基-1-丁醇（MMB，一种猫信息素）。